# Juan Carlos González
Juan Carlos González Ortiz (født 22. august 1924, død 15. februar 2010) var en uruguayansk fodboldspiller, der spillede for CA Peñarol.
Han var en del af Uruguays fodboldlandshold da de vandt FIFA World Cup i 1950, han nåede at spille to kampe i turneringen.